# 1839 en musique
| \| • Retour à la chronologie générale de la musique populaire • \| |
| XXIe siècle • XXe siècle • XIXe siècle • XVIIIe siècle XVIIe siècle • XVIe siècle • XVe siècle • XIVe siècle XIIIe siècle • XIIe siècle • XIe siècle • Xe siècle IXe siècle • VIIIe siècle • Haut Moyen Âge • Rome • Grèce |
| • Retour à la chronologie générale de la musique populaire • |

| • Retour à la chronologie générale de la musique populaire • |

| Années de la musique populaire : 1836 - 1837 - 1838 - 1839 - 1840 - 1841 - 1842    |
| Décennies de la musique populaire : 1800 - 1810 - 1820 - 1830 - 1840 - 1850 - 1860 |

## Événements
- 8 septembre : première Festa di Piedigrotta (« Fête de Piedigrotta »), festival folklorique traditionnel à Naples.
- Première édition du Barzaz Breiz, chants populaires de la Bretagne par Théodore Hersart de La Villemarqué.
- Ivan Sakharov introduit le terme de byline dans son recueil Chants du peuple russe (Песни русского народа)[1].
- Création de la maison Limonaire Frères (en) par Joseph et Antoine Limonaire à Paris, fabricants d'instruments de musique mécanique.
- Création à Sainte-Suzanne (Doubs) de la fabrique L'Épée, spécialisée dans la fabrication de boîtes à musique.
- Fondation de la goguette des Animaux à Paris par Charles Gille.
- Ecriture et parution de Sonate pour piano no 2 de Frédéric Chopin à Nohant-Vic dans la maison de campagne de George Sand.

## Naissances
- 17 juillet : Hector Monréal, chansonnier et auteur dramatique français († 20 mai 1910).
- Date précise inconnue :
  - Alfred Vance, artiste de music-hall britannique, mort en 1888.

## Décès
- 22 avril : Thomas Haynes Bayly, poète, parolier et dramaturge anglais, auteur d'une centaine de chansons, né en 1797.
- 27 avril : Guillaume André Villoteau, musicographe français, considéré comme le fondateur de l'ethno discographie (lors de l'expédition d'Égypte, il rassemble matériel musical et instruments de la musique égyptienne), né en 1759[2].